# Picture Frame Seduction
Picture Frame Seduction (abbreviato in PFS) è un gruppo hardcore punk di Haverfordwest, significativi per lo sviluppo dell'hardcore punk nel Regno Unito.

## Formazione

### Attuale (2008 - oggi)
- Keith Haynes
- Jonathon Griffiths
- Ashley Shannon
- Steve Arthur

### Ex-componenti (1978 - 2003)
- Robin Folland
- Tim Horsley
- Jonathon Griffiths
- Nigel Drumm
- Robin Folland
- Jonathon Griffiths
- Mark Bozier
- Steve Parkin

## Discografia
- 1982 - Demolition Blues
- 1985 - The Hand of the Rider
- 1986 - A Kick up the Arse Compilation
- 1987 - The End of an Era Compilation
- 1989 - What You Doing About That Hole in Your Head
- 2003 - What's that Hardcore Noise?
- 2005 - Sex War
- 2005 - Fistful of Hope
- 2006 - Stop the Bloody Slaughter
- 2006 - Skateboarding Down Merlins Hill with Penny Harry
- 2008 - All Grown Up the Movie